# Australargyria
Australargyria là một chi bướm đêm thuộc họ Crambidae.